# ۱۴۵ (میلادی)
۱۴۵ (میلادی) صد و چهل و پنجمین سال تقویم میلادی است.

## درگذشتگان
‎